# Буркерсрода
Буркерсрода (нем. Burkersroda) — деревня в Германии, в земле Саксония-Анхальт. Входит в состав коммуны Бальгштедт района Бургенланд.
Население составляет 323 человека (на 31 декабря 2006 года). Занимает площадь 12,63 км².
Впервые упоминается в документах 24 Сентябрь 1159 года. Являлось родовым гнездом рода Буркерсрода.
Ранее Буркерсрода имела статус отдельной коммуны (общины). 30 июня 2009 года включена в состав коммуны Бальгштедт.

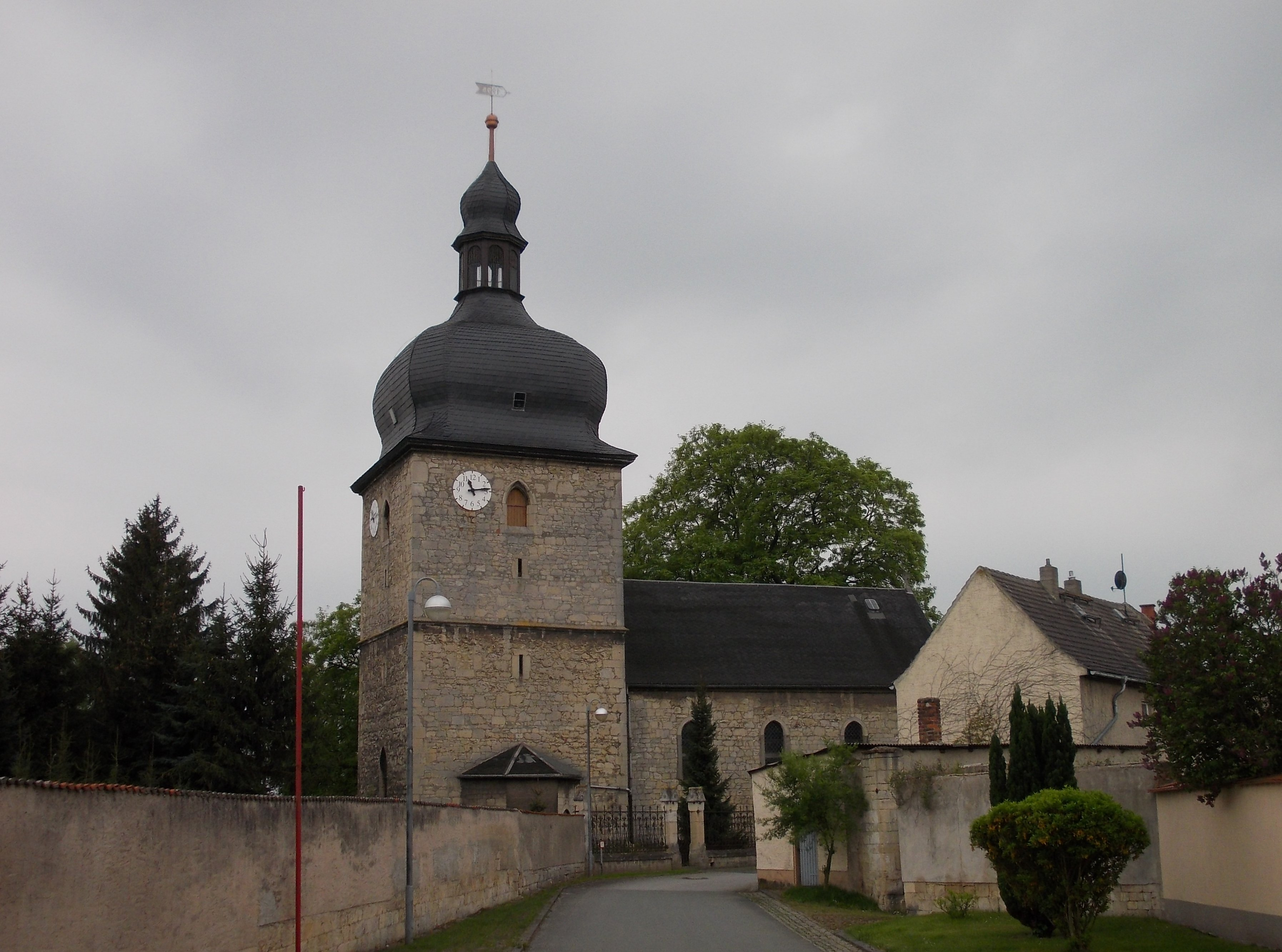
Сельская церковь